# Амангельды (Тюлькубасский район)
Амангельды (каз. Амангелді) — село в Тюлькубасском районе Туркестанской области Казахстана. Входит в состав Тастумсыкского сельского округа. Код КАТО — 516061200.

## Население
В 1999 году население села составляло 631 человек (317 мужчин и 314 женщин). По данным переписи 2009 года, в селе проживало 727 человек (347 мужчин и 380 женщин).